# الإعتداء على المخفر 13 (فلم 1976)
الإعتداء على المخفر 13 (بالإنجليزية: Assault on Precinct 13) هو فيلم أكشن إثارة من إخراج وتأليف جون كاربنتر وبطولة أوستن ستوكر، لوري زيمر، مارتن ويست وتوني بيرتون.عرض الفيلم في 3 نوفمبر 1976.

## روابط خارجية
- مقالات تستعمل روابط فنية بلا صلة مع ويكي بيانات